# Böhm-Bawerk/Hilferding-Kontroverse
Die Böhm-Bawerk/Hilferding-Kontroverse bezieht sich auf eine Kritik des ökonomischen Werks von Karl Marx, insbesondere bezüglich der Konsistenz von Band I und Band III des „Kapital“, die 1893 Eugen Böhm Ritter von Bawerk unternommen hatte und worauf Rudolf Hilferding mit einer Gegenkritik antwortete.
Der Hauptpunkt der Kritik Böhm-Bawerks richtete sich sodann auf die von Marx und Engels versprochene Auflösung des Transformationsproblems. Diese Frage habe bereits zu einer richtig gehenden Preisrätsel-Literatur geführt. Die versprochene Auflösung durch Marx sei indes im III. Band nicht geleistet worden.
Die Tatsache, dass sich unter Konkurrenz eine einheitliche allgemeine Profitrate bilde, sei mit dem Marxschen Wertgesetz unvereinbar. Marx würde im Grunde genommen in Band III eingestehen, dass Waren nicht nach dem durch die gesellschaftlich notwendigen Arbeitszeit bestimmten Verhältnis getauscht werden. Um das Wertgesetz zu retten, behaupte Marx, dass es „in letzter Instanz“, die Herrschaft über die Preise ausübe. Böhm-Bawerk arbeitet vier Argumente heraus, die Marx explizit oder implizit dazu angeführt hätte, und gibt Gründe an, warum diese zu verwerfen seien. Er zählt auf:

„1. Argument: wenn auch die einzelnen Waren sich untereinander über oder unter ihren Werten verkaufen, so heben sich diese entgegengesetzten Abweichungen doch gegenseitig auf, und in der Gesellschaft selbst - die Totalität aller Produktionszweige betrachtet - bleibt daher doch die Summe der Produktionspreise der produzierten Waren gleich der Summe ihrer Werte [ MEW 25, S. 169].

2. Argument: das Wertgesetz beherrscht die Bewegung der Preise, indem Verminderung oder Vermehrung der zur Produktion erheischten Arbeitszeit die Produktionspreise steigern oder fallen macht (III. 158, ähnlich III. 156) [MEW 25, S. 189 u. 186].

3. Argument: das Wertgesetz beherrscht, nach der Behauptung von Marx, mit ungeschmälerter Autorität den Warenaustausch in gewissen „ursprünglichen“ Stadien, in welchen sich die Verwandlung der Werte in Produktionspreise noch nicht vollzogen hat.

4. Argument: In der verwickelten Volkswirtschaft „reguliert“ das Wertgesetz wenigstens indirekt und „in letzter Instanz“ die Produktionspreise, indem der nach dem Wertgesetze sich bestimmende Gesamtwert der Waren den Gesamtmehrwert, dieser aber die Höhe des Durchschnittsprofits und daher die allgemeine Profitrate regelt (III. 159) [MEW 25, S. 189].“

Gegen das erste Argument führt er an, dass das Wertgesetz die Aufgabe hat, die Austauschverhältnisse zwischen einzelnen Waren zu bestimmen. Bezogen auf die Summe aller Güter ergebe die Frage nach den Austauschverhältnissen jedoch keinen Sinn mehr.
Gegen das zweite Argument führt er an, dass es sich um einen Fehlschluss handle. Das Wertgesetz sage aus, dass die Arbeitszeit der Bestimmungsgrund für den Preis ist. Die allgemein anerkannte Tatsache, dass die Arbeitszeit ein Bestimmungsgrund für den Preis ist, ist jedoch für das Wertgesetz keine hinreichende Bedingung.
Gegen das dritte Argument führt er an, dass die von Böhm-Bawerk bei Marx vermutete Behauptung, das Wertgesetz sei in primitiven Gesellschaftszuständen gültig, nicht begründet worden und es daher nur eine Hypothese sei. Diese erscheine jedoch unplausibel, da es voraussetzte, dass sich Arbeiter gegenüber einem Aufschub der Entlohnung gleichgültig verhalten.
Gegen das vierte Argument führt er neben den Erwiderungen gegen das erste Argument an, dass bei jedem der von Marx genannten Schritte Gesamtwert, Gesamtmehrwert, Durchschnittsprofit, allgemeine Profitrate und Produktionspreis dem Wertgesetz fremde Elemente die jeweils nächste Größe mitbestimmen, das sind von Arbeitswert abweichende Preise für Lebensmittel, Gesamtkapital, Höhe der Löhne und Lohnauslage.
Von marxistischer Seite hat auf diese Kritik Rudolf Hilferding geantwortet.
Böhm-Bawerk hatte die Analyse der Warenform in Band I als misslungenen Versuch eines dialektischen Beweises des Arbeitswertes gedeutet, so ähnlich wie Hegel eine spekulative Begründung verstand oder wie der badische Neukantianismus eine emanatistische Logik auffasste. Dagegen verweist Hilferding auf die zentrale Rolle der Allokation der Arbeitskräfte je nach den Resultaten der entsprechenden Warenaustauschprozesse:

„Für die Gesellschaft, die ja nichts eintauscht, ist aber die Ware nichts als Arbeitsprodukt. Und die Glieder der Gesellschaft können sich ökonomisch nur auf einander beziehen, indem sie für einander arbeiten. Diese materielle Beziehung erscheint in ihrer historischen Formbestimmtheit im Austausch der Waren. Das Gesamtarbeitsprodukt stellt sich dar als Gesamtwert, der in der Einzelware in quantitativer Bestimmtheit als Tauschwert in Erscheinung tritt.“